# Kapuzinerstraße 44 (Mönchengladbach)

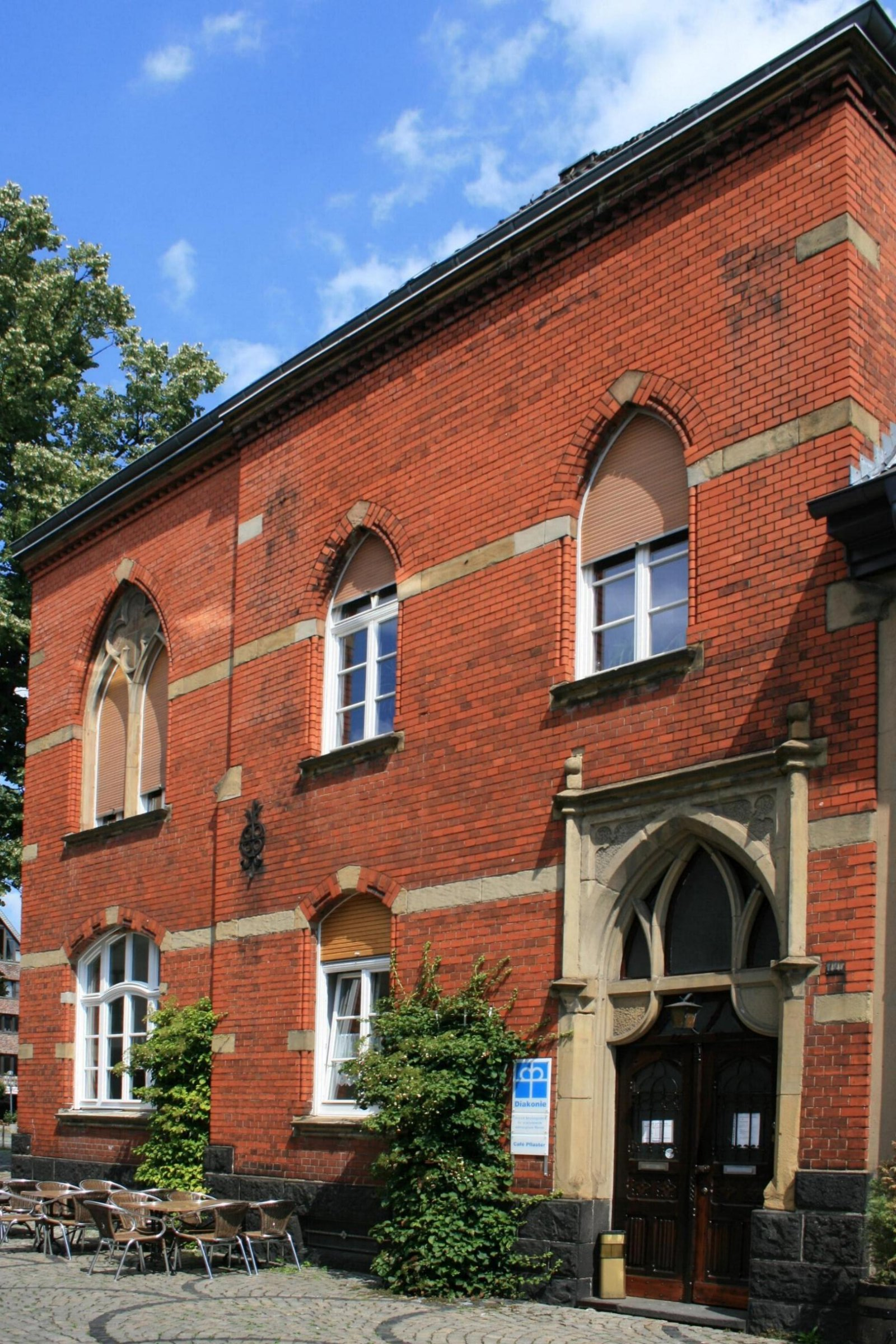
Evangelisches Pfarrhaus (2010)

Das evangelische Pfarrhaus Kapuzinerstraße 44 steht in Mönchengladbach (Nordrhein-Westfalen) im Stadtteil Gladbach.
Das Gebäude wurde um die Jahrhundertwende erbaut. Es wurde unter Nr. K 021 am 24. September 1985 in die Denkmalliste der Stadt Mönchengladbach eingetragen.

## Architektur
Bei dem Objekt handelt es sich um einen zweigeschossigen Backsteinbau mit niedrigem Kellersockel und ausgebautem Walmdach über gedrungen rechteckigem Grundriss. Das aus der Zeit von 1905 stammende Gebäude ist unter sparsamer Verwendung von Hausteingliederung in gotischen Formen gestaltet. Das alte Pfarrhaus ist ein wichtiger Bestandteil des Ensembles von Pfarrbauten, die um die Christuskirche gruppiert sind und bilden zusammen mit ihrer Westfassade eine den Kirchenvorplatz prägende Baugruppe.